# バーバラ・デア
バーバラ・デア（Barbara Dare、ニュージャージー州ウェイン出身、1963年2月27日 - ）はアメリカ合衆国のポルノ女優。

## 前半生
デアはニューヨークでのフリーセックスなライフスタイルにより、ポルノ業界に引き込まれた。彼女は1980年代前半にニューヨークのセックスクラブ「Plato's Retreat (プラトンの隠れ家)」の主（ぬし）のような存在になり、「ミス・プラトン」と呼ばれていた。

## ポルノ映画
1986年にポルノ映画デビューを果たし、直ぐに1980年代後半における主演クラスの女優の1人になり、100本以上の作品に出演した。デアは製作会社と独占契約を結んだ初のポルノスターの1人である。彼女の場合はエセックス・ビデオとの100,000ドルの契約であった。
デアは同僚のポルノ女優マディソン・ストーン、モニーク・ガブリエルと共に1992年のR指定B級映画『セクシーデビル/悪魔はTバックがお好き（Evil Toons）』にステイシー・ニックス (Stacey Nix) の名前で出演した。
彼女は90年代前半に短期間ポルノから引退したが、引退前に業界最大手の製作会社ビビッド・エンターテインメントと契約してビビッド・ガールになった。1993年に宣伝活動の仕事に割り当てられた期間ビビッドに復帰し、その2年後に再び引退した。その後はアメリカとカナダでストリッパーとして働いている。
デアはニナ・ハートレーやトリー・ウェルズなどと数多くのレズビアンシーンを演じた。彼女は両性愛者であると言われている。

## 受賞
- 1987年 AVN 最優秀新人女優[3]
- 1989年 最優秀主演女優（ビデオ） - 『Naked Stranger』[3]
- 1990年 AVN 最優秀レズビアンシーン（ビデオ） - 『True Love』（エイプリル・ウェストと)[3]
- AVN殿堂顕彰[4]
- 1999年 XRCO殿堂顕彰[5]